# Linden Chiles
Truman Linden Chiles, (San Luis, Misuri, 22 de marzo de 1933-Topanga, California, 15 de mayo de 2013) fue un actor estadounidense de cine y televisión.
Chiles apareció en varias películas y series de televisión. Debutó en 1960, en un episodio de la serie western Rawhide. El medio televisivo fue el en el que transcurrió la mayor parte de su carrera, apareciendo en series como The Twilight Zone, Gunsmoke, The Munsters, Perry Mason o El virginiano. En el año 1967, participó en la serie El fugitivo en el capítulo The Breaking of the Habit en el papel del Padre Taylor, junto con Eileen Heckart como la hermana Verónica. También participó en el episodio "The day the sky fell in" de la serie El túnel del tiempo, en la que interpreta al padre de Tony Newman, comandante en la base de Pearl Harbor el día del ataque japonés.
Chiles murió en su casa de Topanga (California, EE. UU.) a los 80 años de edad a causa de un accidente doméstico al caerse del tejado mientras hacía unas reparaciones.

## Filmografía seleccionada

### Películas
- El asalto de Phantom Hill (1966)
- Texas (1966)
- Una tumba al amanecer (1967)
- Road to Paloma (2013)

### Televisión
- Rawhide, 1 episodio (1960)
- The Twilight Zone, 1 episodio (1962)
- Gunsmoke, 1 episodio (1963)
- The Munsters, 1 episodio (1964)
- Perry Mason, 4 episodios (1961-1965)
- El virginiano, 4 episodios (1964-1967)
- El túnel del tiempo, 1 episodio (1967)
- El fugitivo, 1 capítulo (1967)
- The A-Team, 1 episodio (1986)